# Caicos Central

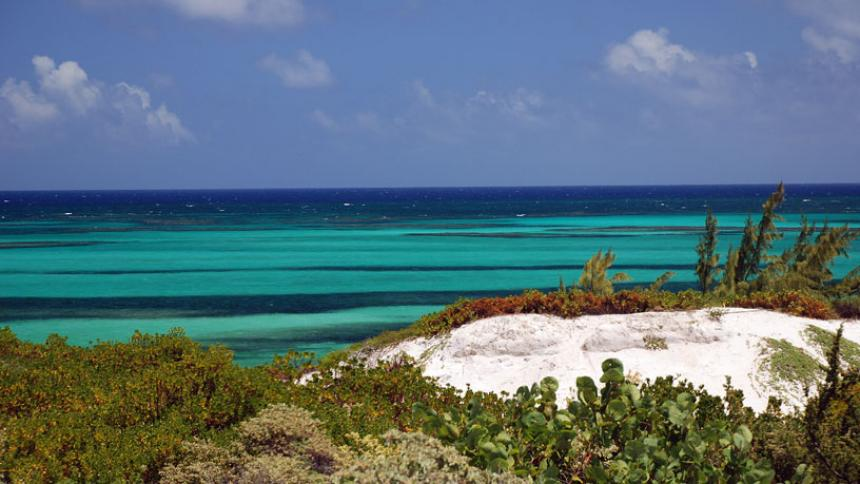
Aguas cristalinas de Caicos Central.

Caicos Central, también llamada Gran Caicos, (en inglés: Middle Caicos o Grand Caicos) es la isla más grande de las Islas Turcas y Caicos. Al oeste, está separada de Caicos del Norte por el Juniper Hole, y al este, de Caicos del Este por el Lorimer Creek, ambos son pasajes estrechos que solo permiten el paso de pequeñas embarcaciones.
Caicos Central tiene una superficie de 144,2 km², por encima de la marca de la marea alta, y de 294,1 km ² en marea baja. La diferencia entre los dos valores que no se contabiliza al medir la superficie. La población estimada era de 468 habitantes en 2006.
Su territorio coincide con el 'Distrito de Caicos Central'. 
Hay tres localidades en Caicos Central, de este a oeste:
- Lorimers (población: 36)
- Bambarra (población: 124)
- Bar Conch (la capital, población: 308)